# Малая Каменка (Каменский район)

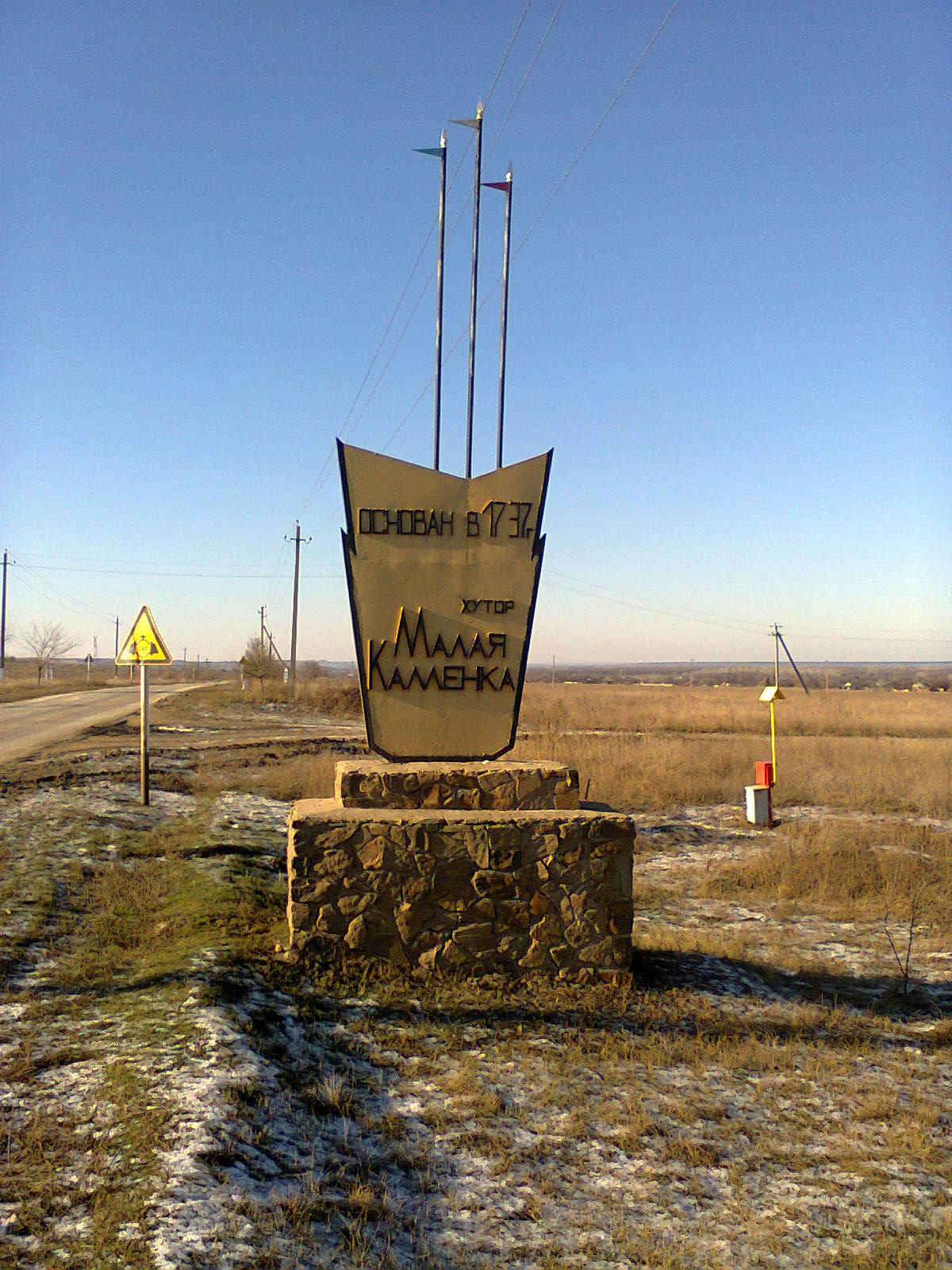
Стела на въезде в хутор со стороны Каменска-Шахтинского

Малая Каменка — хутор в Каменском районе Ростовской области.
Административный центр Малокаменского сельского поселения.

## География
Хутор Малая Каменка расположен на правом берегу реки Северский Донец.
Южная сторона хутора лежит на склоне горы, а северная — на луговой равнине в старом русле некогда полноводной реки. К югу от хутора имеются залежи строительного природного камня и серой глины. С северной стороны хутора лиственный лес, за которым течет река Северский Донец. Между лесом и хутором цепью тянутся озёра — так называемые ерики. Земля чернозём и глинозём. Имеются большие сенокосные луга.
Через хутор протекает речка Малая Каменка. В последние годы она стала настолько узкая и тихая, что жарким летом пересыхает.

## Население
| 2010 |
| ---- |
| 1866 |

## История
Земля, на которой расположен хутор, называлась Диким полем. В древности здесь селились кочевые племена. Территория находилась под властью турок.
С конца XVI — начала XVII веков появились бежавшие от помещичьего гнета крестьяне из Московского государства и стали называть себя вольными казаками. К югу от деревни Гундоровка и до нынешней станицы Каменской, цепью расположены озера, которые почти соединяются друг с другом. Это русло старого Северского Донца, который прорезал себе новое русло и отодвинулся к северу на 2-3 километра. Он оставил после себя очень много глубоких озёр, где было большое обилие рыбы и дикой птицы.
Начиная с 1737 по 1817 годы, люди начали переселяться с левого берега реки Северский Донец, где раньше располагалась станица Каменская, ныне хутор Красный, на правобережную территорию Малой Каменки. Переселенцы занимались рыбной ловлей и охотой. Они строили себе шалаши и землянки около озера Жёлтый Яр. Вначале их было около 20 семей. Первые поселенцы жили на нашей территории весной, летом и осенью, когда можно было ловить рыбу и охотиться. На зиму они оставляли свои «жилища» и уходили на левый берег Донца в свою станицу Каменская, жители, которой занимались хлебопашеством и скотоводством. Часто, когда им угрожала опасность со стороны кочевников и азовских турок, они покидали свои места и летом.
С 1817 года, когда опасность со стороны азовских турок исчезла, на территории хутора стали селиться оседлые земледельцы. Первый посёлок образовался на лугу около озера Жёлтый Яр. Там уже было около 30 дворов с населением 128 душ. Этот посёлок назывался «Низ». Жизнь их была очень тяжёлой. Те берега, где они жили, топил разлив Северского Донца. Их жилища и скарб уносила с собой вода. Люди уходили от разлива к югу на гору и временно строили себе шалаши. После разлива снова возвращались в свои хижины, разрушенные водой, опять восстанавливая своё жильё. Так продолжалось несколько десятков лет. Они терпели голод и холод, но зато были вольными казаками. Были времена, когда появлялись помещичьи отряды в поисках крепостных крестьян-беглецов. Население пряталось, уходя в глубину леса и скрываясь там до ухода отрядов.
В 1817 году жители, намучившись постоянными наводнениями, ушли от озёр и леса на гору и селились в один ряд вдоль проезжей дороги, шедшей со станицы Каменской в Гундоровку. Новосёлы строили себе небольшие домики, но они были лучше и культурнее прежних хижин — их клали с природного камня и крыли соломой. Потолки плели с прутьев толы и обмазывали их глиной. Пол тоже смазывали глиной или слали большие камни. Жители, у которых были каменные полы, считались богатыми людьми. Этот новый посёлок назывался «Рукав». Жители стали заниматься сельским хозяйством. Сажали картофель, капусту, помидоры и бахчи. Сеяли пшеницу, ячмень, рожь, просо, кукурузу, подсолнечник. Разводили коров, свиней, овец, лошадей. Они распахивали целинные земли, вырубали кустарники, осушали болота под огороды и сады. Урожаи были очень низкие, потому что орудия труда, которыми обрабатывали землю, были сделаны из дерева (соха, борона, вилы, грабли). Землю обрабатывали поверхностно. Посевы заглушали сорняки. Крестьяне еле-еле сводили концы с концами. Большинство из них жили в нищете. Женщины пряли шерсть из овец и вязали куртки, юбки и чулки. Мужчины выделывали кожи, из которых шили тулупы и обувь. Для рубашек и брюк покупали холст. Посуда тоже была самодельная — из глины и дерева. Проходили десятки лет. Росло новое поколение. Сыновья женились и отделялись от своих родителей. Они стали селиться там, где жили их деды и прадеды — около леса на лугу, к 50-60 годам XIX века там уже образовался небольшой посёлок с древним названием «Низ».
К концу XIX века образовалось ещё два новых посёлка. Один расположился к востоку от посёлка Низ. Его стали называть «Заречка», потому что отделялся он от посёлка Низ речкой. Четвёртый посёлок образовался к Юго-востоку от посёлка Рукав. Этот посёлок стали называть Бородиновка, так как большинство жителей этого посёлка имели фамилию Бородины. Долгое время эти четыре посёлка жили обособленно друг от друга. И пастбища, и пахотная земля была разделена между ними. Каждый посёлок выбирал себе старосту — главу посёлка. Между этими посёлками были натянутые отношения. Часто между людьми были кулачные бои из-за земли и озёр.
В начале XX века эти четыре посёлка Низ, Заречка, Рукав и Бородиновка слились в один и стали называться хутор Малая Каменка. Название своё хутор получил от наименования речки Каменка, на которой он расположен, а речка в свою очередь получила название, потому что устье реки протекает по обнажённым скалам и камням. Помещиков в хуторе не было — земля принадлежала всему обществу. Пахотная земля делилась. Была земля, которую общество продавало. Продавались и сенокосные луга. Правом получить земельный надел пользовался мужчина, достигший семнадцатилетнего возраста.
Ближе к середине XX века стали появляться зажиточные крестьяне. У них было по 3-4 пая земли, они держали батраков, скупали землю и сенокосы, которые продавало общество. В их руки стала переходить и власть в хуторе. В 1902 году в хуторе построили первую школу. Учились в основном дети зажиточных крестьян. Умели писать и читать не более 10-20 % всего населения. В 1918 году в станице Каменской состоялся съезд фронтового казачества, который провозгласил советскую власть на Дону. Этот съезд избрал Донревком. Председателем съезда был избран подхорунжий шестой гвардейской батареи Федор Подтелков, секретарем избрали прапорщика двадцать восьмого казачьего полка Михаила Кривошлыкова. Создали комитеты бедноты.
Во время гражданской войны хутор несколько раз переходил из рук в руки — то красноармейцы его занимали, то белогвардейцы. Три месяца шли бои в нашем хуторе. Фронт белой армии Деникина был в хуторе Поповка, а Красная армия расположилась в хуторе Малая Каменка. Яркий пример слов из знаменитого фильма: «белые придут — грабят, красные придут — грабят», во всей полноте испытали на себе жители хутора.
В 1927—1929 годах создано общество по совместной обработке земли. В это общество входило около 30 дворов, но вскоре из-за недовольства и несогласия многих был распущен. В 1930 году было создано два колхоза. Один в первой части к востоку от речки. В него входило 35 дворов. Второй колхоз был создан к западу от речки и назывался «имени Крупской». В этот колхоз входило 45 дворов. В 1931 году эти два колхоза объединились в один колхоз имени «Андреева», насчитывавший 90 дворов. Тракторов и других сельскохозяйственных машин в первом колхозе не было. Вся техника — это 15 лошадей и 20 пар быков, на которых и возделывали землю. Сеяли, косили, молотили ещё старыми орудиями труда. Производительности труда была низкая. В 1936 году построили новую школу и открыли 7 классов.
Во время Отечественной войны 1941—1945 года участвовало на фронтах сотни жителей хутора. Вернулись немногие. Во время немецкой оккупации хутора всё колхозное добро было уничтожено. Немцы забрали почти всех овец, свиней, коров, быков, лошадей на нужды своей армии.
Боевые подвиги и заслуги воинов хутора:
- Антамонов Василий Семенович — награждён Орденом Красной Звезды и пятью медалями.
- Борисов, Василий Мефодиевич — подпольщик Великой Отечественной войны, участник антифашистской организации «Молодая Гвардия».
- Васильев Николай Иванович — награждён медалью за победу.
- Дерябкин, Владимир Прокопьевич — награждён орденом Красной звезды, орденом Славы.
- Дорошев Николай Алексе евич — награждён тремя медалями.
- Дронов Михаил Иосифович — имеет 14 ранений, награждён медалью.
- Карпенко Иван Трофимович — награждён Орденом Красной Звезды и двумя медалями.
- Карташов Николай Иванович — награждён медалью.
- Клейменов Александр Иванович — пять медалей за боевые заслуги.
- Кулешов, Сергей Михайлович — награждён орденами Славы II и III степени и тремя медалями.
- Моисеев Антон Герасимович — награждён за боевые заслуги тремя медалями.
- Стребухин Николай Петрович — награждён двумя медалями.
- Тупикин, Григорий Васильевич — Герой Советского Союза, после войны многие годы был директором школы.

После освобождения от немецкой оккупации в колхозе остался один бык, одна лошадь и два трактора, которые собрали из разбитых тракторов. Опытных трактористов не было. Сгорели все колхозные амбары и фермы. Началось восстановление хозяйства.
Электрификация пришла в хутор только лишь в 1949 году! Восстановили колхоз, МТС и другие сельскохозяйственные предприятия, на которых работали практически все жители хутора.
В 1958—1964 годах строили новую кирпичную школу. Руководил строительством директор школы, Герой Советского Союза Тупикин Г. В. С развитием промышленности города Каменска многие жители стали работать на фабриках, заводах и предприятиях города, переезжали туда жить.
С распадом СССР, некогда развитое сельское хозяйство хутора пришло в упадок. В новом акционерном обществе работает всего десяток человек. Из работающих предприятий остались — администрация сельского поселения с клубом и неполная общая школа.

Фотогалерея
Памятник погибшим воинам ВОВ
Дом культуры
Памятник Герою Советского Союза Тупикину